# Люси, Энтони, 1-й барон Люси
Энтони де Люси (англ. Anthony de Lucy; около 1283 — до 10 июня 1343) — английский аристократ и военачальник, феодальный барон Люси из Кокермута с 1308 года, 1-й барон Люси из Кокермута с 1320 года, шериф Камберленда в 1318—1319, 1323 и 1338—1341 годах, констебль замка Карлайл в 1323—1328 годах, юстициарий Ирландии в 1331—1332 годах, хранитель Берика и юстициарий Шотландии в 1336—1337 годах.
Большую часть жизни Люси провёл в войнах с Шотландией и охране границы от шотландских набегов. В 1314 году он принимал участие в проигранной англичанами битве при Бэннокбёрне, вскоре после которой попал в плен. С 1315 года Энтони занимал различные должности в Камберленде и Западной Шотландской марке. В 1319—1323 годах ему пришлось бороться за влияние в Камберленде с другим могущественным феодалом, Эндрю Харкли, получившим в 1322 году титул графа Карлайла. Эта борьба закончилась, когда Харкли заключил мирный договор с шотландцами без ведома короля, за что Энтони его арестовал и казнил.
В 1331—1332 годах Энтони был наместником в Ирландии, однако использованные им для восстановления королевской власти жёсткие методы вызвали недовольство как местной знати, так и королевского двора. После начала новых столкновений с Шотландией его отозвали из Ирландии и перебросили в англо-шотландское пограничье. Последние годы жизни он провёл в военных походах против шотландцев.

## Происхождение
Энтони де Люси принадлежал к знатному английскому роду Молтонов (Мултонов), представители которого владели землями в Линкольншире. Сэр Томас Молтон (Мултон) (умер в 1240), участник Первой баронской войны, во время правления Генриха III стал главным королевским уполномоченным в Северной Англии. Вторым браком он женился на Аде, дочери Хью де Морвиля из Бруфа и вдове Ричарда де Люси, феодального барона Эгремонта и Кокермута в Камберленде. Кроме того, он получил опеку над двумя дочерьми Ады и Ричарда, которые были наследницами обширных владений своей бабки, Алисы де Румили (умерла в 1187), и выдал их замуж за своих сыновей от первого брака. Один из сыновей, Алан, получил по праву жены половину баронии Папкасл; родившийся в их браке сын Томас принял фамилию матери, Люси.
Томас де Люси был крупным землевладельцем в Камберленде, поскольку был правнуком Амабели Фиц-Уильям, дочери шотландского аристократа Уильяма Фиц-Дункана, барона Аллердейла в Камберленде, и Элис де Румили, баронессы Скиптон в Йоркшире. Кроме того, он претендовал на наследство двух сестёр Амабели. В качестве приданого жены, Изабеллы де Болтеби, ему досталось поместье Лэнгли и ряд других владений в Нортумберленде. В этом браке родились двое сыновей: Томас и Энтони.

## Ранняя карьера
Энтони родился около 1283 года. Впервые он упоминается в источниках в 1301 году, когда отец ему передал некоторые владения в Камберленде и Ирландии в качестве наследства, положенного второму сыну. Сам Томас де Люси умер в 1305 году, а в 1308 году, после смерти бездетного старшего брата, Энтони унаследовал остальные отцовские владения.
В этот период Камберленд постоянно подвергался набегам шотландцев, поэтому де Люси в 1309 и 1311 годах служил в Западной Шотландской марке. В 1314 году перед битвой при Бэннокбёрне он был посвящён в рыцари. В самой битве сэр Энтони участвовал под началом констебля Хамфри де Богуна, 4-го графа Херефорда. После поражения он оказался в числе беглецов, нашедших приют в замке Ботвелл, а после сдачи замка попал в плен. Свободу де Люси получил только в начале 1315 года.

## Противостояние с Энтони Харкли за господство в Камберленде
В конце 1315 года сэру Энтони была поручена защита Хексема. Тогда же король Эдуард II велел ему совершить набег на Шотландию. Примерно в это же время в плен к шотландцам попал сэр Эндрю Харкли, в результате чего Энтони стал более заметной фигурой в Северо-Западной Англии. С ноября 1316 по ноябрь 1317 года он вместе с Ранульфом Дакром контролировал Западную марку. Для защиты от рейдов шотландцев, обладавших высокой мобильностью, они стали использовать отряд хобелеров (лёгкую кавалерию). 20 июля 1318 года Энтони был назначен шерифом Камберленда.
К этому времени получивший свободу Эндрю Харкли стал бороться с Люси за влияние в Камберленде и Уэстморленде. В апреле 1319 года Харкли сменил Энтони на должности шерифа Камберленда. В том же году они оба привели отряды для осады Берика. В 1319 и последующие годы они часто вместе оказывались в различных комиссиях в англо-шотландском пограничье. Хотя 15 мая 1321 года Люси и Харкли в качестве баронов получили личный вызов в английский парламент, преимущество было на стороне Харкли. 16 марта 1322 года именно Харкли командовал армией, которая в битве при Боробридже разгромила мятежников под командой Томаса Плантагенета, 2-го графа Ланкастера. В качестве награды он 25 марта получил титул графа Карлайла. Чтобы разделаться с соперником, Харкли безосновательно обвинил Люси в симпатиях к восставшим и от имени короля конфисковал владения Энтони. Впрочем, вскоре король вынудил графа вернуть земли Люси, но впоследствии Харкли подал иск против соперника в суд королевской скамьи.
Вскоре Люси нанёс ответный удар, воспользовавшись тем, что граф Карлайл в начале 1323 года заключил мирный договор с шотландцами без ведома короля. Харкли был убеждён, что, учитывая сложную военную ситуацию, Энтони поддержит его. Однако 25 февраля Люси с несколькими последователями арестовал графа и передал его королевским судьям, а 3 марта привёл в исполнение смертный приговор. В качестве награды Энтони получил ежегодную ренту в 100 фунтов, баронию Кокермут и поместье Папкасл, на которые он претендовал в качестве потомка Элис де Румили. Кроме того, Энтони был назначен констеблем замка Карлайл. Эту должность он занимал до 1328 года и успел отремонтировать замок. Кроме того, с 11 февраля по 23 июля 1323 года Люси вновь был шерифом Камберленда.

## Наместник Ирландии
1323—1332 годы в англо-шотландском пограничье было достаточно мирными, поэтому 27 февраля 1331 года король Эдуард III назначил Энтони юстициарием Ирландии. На расходы ему было выделено 500 фунтов. Томас Мур в своей «Истории Ирландии» описывает Люси как человека, обладавшего высокой репутацией, но с суровым и несгибаемым характером. И именно ему была поставлена задача восстановить королевскую власть на острове. К её выполнению он подошёл достаточно строго.
В Ирландию Энтони прибыл 3 июня. В его штаб вошло немало его друзей-камбрийцев, с ним приехали жена и дети. В первую очередь новый юстициарий отменил все пожалования, сделанные в период, когда Эдуард III был несовершеннолетним. Кроме того, он предпринял активные действия против мятежного графа Десмонда и его союзника, сэра Уильяма Бирмингема. Обоих Энтони заключил в Дублинский замок, а когда в 1332 году Бирмингем пытался бежать оттуда, приказал его повесить. Жёсткие действия Люси вызвали сопротивление в Ирландии и недовольство при английском дворе; в итоге юстициарию было впредь запрещено доходить до таких крайностей, но заменять его не стали.

## Война с Шотландией
В августе 1332 года вновь начались пограничные конфликты с Шотландией. В результате Эдуард III решил перевести Энтони в Шотландские марки. Новый юстициарий Ирландии был назначен 30 сентября, а 3 декабря Люси отплыл в Англию.
Вся дальнейшая жизнь Энтони прошла в постоянных военных походах в Шотландию. Прибыв в англо-шотландское пограничье, он уже 24 или 25 марта 1333 года возглавил отряд, с которым провёл грабительский рейд в Шотландию, а когда гарнизон замка Лохмабен попытался отрезать ему путь к отступлению, разбил его. С июня по сентябрь 1334 года Энтони защищал Берик, но затем его перевели в Западную марку.
В 1335 году Энтони принимал участие в военном походе, который возглавляли Эдуард III и провозглашённый королём Шотландии Эдуард Баллиол. В мае 1336 года Люси был назначен констеблем Берика и юстициарием той части Шотландии, которую контролировали англичане. Эти должности он занимал до конца 1337 года. Также ему были выделены владения в Шотландии, включая поместье Эрлстон в Берикшире. В 1336 году Энтони провёл военную кампанию в Юго-Западной Шотландии с армией, набранной в Камберленде и Уэстморленде, а в 1337 году совершил набег на Галлоуэй, атаковав шотландскую армию, вторгшуюся в Камберленд. В ноябре он с войсками из Берика помог прогнать армию, осадившую Эдинбурга.
В мае 1338 года Энтони вновь был назначен шерифом Камберленда. В следующем году он захватил Перт. Вскоре после этого жители Камберленда просили короля не вызывать барона Люси в парламент, чтобы тот мог защищать Западную марку. Сообщалось, что в августе 1340 года Энтони был готов возглавить отряд для захвата Стерлинга; хотя в ноябре 1341 года его заменили на посту шерифа, в июне 1432 года он с отрядом из 30 латников и 30 лучников продолжал воевать в марке.
20 мая 1343 года Энтони получил своё последнее назначение — уполномоченным для поддержания мира, но вскоре после этого умер, в результате чего 10 июня исчиторам было велено передать его владения в руки короля.

## Наследство
Наследником Энтони стал его единственный сын Томас де Люси. Кроме титула барона Люси он унаследовал поместья, приносящие доход не менее 300 фунтов в год. Однако вскоре после смерти Томаса род Люси по мужской линии угас, а владения и титул в итоге достались Матильде де Люси, дочери Томаса, которая последовательно была замужем за Гилбертом де Умфравилем, графом Ангусом, и Генри Перси, 1-м графом Нортумберлендом.

## Брак и дети
Жена: Элизабет. Достоверно её происхождение не установлено, но не исключено, что она была дочерью Роберта Тиллиола из Скелби. Дети:
- Томас де Люси (умер 5 декабря 1365), 2-й барон Люси из Кокермута с 1343 года[4][5].
- Джоан де Люси; муж: Уильям Мелтон[5].
- Люси де Люси; муж: Уильям Грейсток (6 января 1321 — 10 июля 1359), 2-й барон Грейсток с 1323 года[5].